# Postcards from the Wedge
Postcards from the Wedge (titulado Postales de la controversia en Hispanoamérica y Postales desde la polémica en España), es el decimocuarto episodio de la vigésimo primera temporada de la serie de animación Los Simpson. El episodio se estrenó en Estados Unidos el 14 de marzo de 2010 en FOX, el 1 de agosto de 2010 en Hispanoamérica y es el capítulo 455 de la serie. En este episodio Bart hace que Homer y Marge se peleen para no hacer las tareas que tiene pendiente en la escuela.

## Argumento
Después de ver un vídeo del Springfield del mañana, la maestra de Bart pide la tarea, Bart había olvidado esa tarea por completo, cuando la maestra se da cuenta de que Bart no ha hecho nada en tres meses, ella envía una carta a sus padres, y la manda llevar a Martin al correo, Bart intenta hacer todo lo posible para hacer que esa carta no llegue pero en su camino se encuentra a los alumnos de sexto. Al fin la carta es enviada a su casa y Bart, en un intento desesperado, finge estar enfermo para esperar la carta en casa e interceptarla, no obstante acaba distrayéndose y cuando se da cuenta la carta ya había llegado, pero antes de tomarla Homer llega, la lee y regaña a Bart, entonces junto con Marge van a hablar con el director Skinner. Homer piensa que deben castigarlo y aumentarle la tarea y Marge de forma más comprensiva piensa todo lo contrario.
Después Bart se siente frustrado de soportar su padre presionándolo por las tareas, prohibiéndole ver televisión; por otro lado está su mamá, que es más permisiva y deja que él juegue y descanse mientras ella piensa que esta cansado de hacer tareas, después Bart nota que esa diferente forma de pensar de sus padres lo puede beneficiar, entonces empieza a aprovecharse de la confianza de su mamá. Esto horroriza a Lisa, quien se queda atónita al oír a su hermano estar dispuesto a arruinar el matrimonio de sus padres con tal de poder ser perezoso. Finalmente, tras los intentos de Bart de avivar el desacuerdo entre sus padres ocasiona que estos se enojen uno con el otro. Bart se muestra indiferentemente satisfecho, aun cuando su hermana le menciona que su acción demuestra que es un sociópata.
Homer y Marge comienzan a pelear pero luego al día siguiente, luego de que Ned Flanders le hablara a Marge del último pleito que tuvo con Maude  antes de morir, el cual aparentemente nunca pudieron resolver, y que Homer tuviera un sueño en que, mientras celebraba ser el primer hombre en ganar un pleito con su esposa, atropellaba a Marge, se dan cuenta de que no es correcto pelear por culpa de Bart, entonces lo dejan hacer lo que quiera con tal de que su matrimonio prospere, Bart aprovecha este momento y hace las travesuras que quiere, entonces y luego de hacerle una súper broma a su director, Bart junto a Milhouse entran a una antigua estación del subterráneo de Springfield, luego de dar una vuelta por la ciudad en el subterráneo provocan que la escuela quede a punto de derrumbarse. Nelson aconseja a Bart que si nadie le pone cuidado a sus bromas entonces no será malo, por lo que Bart piensa en destruir la escuela manejando de nuevo el subterráneo, Lisa se da cuenta de su fechoría.
Después de recibir otra carta Homer y Marge se dan cuenta de que tienen que dedicarle tiempo a la educación de Bart y al mismo tiempo seguir llevando su matrimonio, entonces intentan detenerlo, ya que ha comenzado su recorrido final, la escuela se sacude pero Homer encuentra la entrada al subterráneo con ayuda de carta que le enviaron advirtiendo el plan de Bart, encuentra un lugar donde puede parar el subterráneo y después de un duro esfuerzo hace parar la máquina, lo logra y hace que la escuela siga en pie, aunque luego de izar la bandera, está se cae en la escuela y se derrumba el edificio. Todo se soluciona y Bart es fuertemente castigado por un meś por Homer y Marge. Al fin Lisa se da cuenta de que la carta que enviaron a sus padres para advertir el plan de Bart fue una idea de él mismo para que ellos le pusieran cuidado, ella promete que no dirá nada y se abraza con su hermano. Al final se muestra el final de la historia que también se muestra al comienzo del episodio.